# Холюни
Холюни (рос. Холюны) — присілок в Пустошкинському районі Псковської області Російської Федерації.
Населення становить 53 особи. Входить до складу муніципального утворення Алольська волость.

## Історія
Від 2015 року входить до складу муніципального утворення Алольська волость.

## Населення
| 2002 | 2010 |
| ---- | ---- |
| 63   | ↘53  |